# 2019年于默奥GA8坠机事故
2019年于默奥GA8坠机事故发生于2019年7月14日，一架吉普斯兰GA8型飞机在瑞典于默奥附近坠毁。机上9人全数罹难，包括8名跳伞客与1名机师。本次事故是该机型死亡人数最多的事故。事发后，欧洲、澳大利亚和新西兰都停飞了该机型。

## 事故过程
当地时间2019年7月14日13:33，GA8型飞机自于默奧機場起飞，机上有1名飞行员和8名跳伞者。随后，机上广播称已达到13,000英尺（4,000米）高度，跳伞人员准备好跳伞，然而飞机在14:00坠入于默河。目击者声称有跳伞人员试图在飞机坠毁前跳出。事故导致当地的高速铁路波斯尼亚线暂时停运，18:30重新开始运营。有当地人拍下飞机残骸的照片。
7月19日，欧洲航空安全局发出指示，禁止在欧洲空域飞行GA8型飞机，自20日起生效，取消禁令时间待定。澳大利亚民航安全局禁止在该国空域飞行GA8型飞机15天，同样自20日起生效；但该局仍有可能延长禁令的有效期。新西兰民航管理局暂时吊销了该国所有GA8型飞机的适航证。

## 事后调查
瑞典事故调查委员会对本次事故展开了调查。委员会人员于7月15日抵达事发地，次日声明将把飞机残骸带回委员会总部以作进一步调查。事发原因可能是机翼在飞行中发生故障。